# Plato Platoni
Plato Platoni (Plato de Platis) de la Casa de Platoni. Aunque se designa como su fecha de nacimiento el año 980, es muy probable que haya nacido en realidad en una fecha cercana al año 965, en Torresana. Hijo mayor del Conde soberano Facio Platoni de Angheria y de la noble Domitilla di Turris (Dorella o Donella Della Torre). Fue el Conde soberano del aquel entonces denominado país de Val di Taro, Borgo Val di Taro y Angheria. Señor Imperial de Parma y del Valle del Ceno.
Mandó a erigir una serie de castillos, fuertes, parroquias e iglesias a lo largo de todo su territorio. Es así como aún hoy son visibles los restos de las estructuras de varios castillos que construyó alrededor del año 1000 en la localidad de San Pedro, fracción que se encuentra frente a Caffaraccia, en el lado izquierdo del valle de Vona
Durante el año 1005 recibe el Título Pontificio de Marqués de la Santa Sede, en razón de haber construido parroquias e iglesias en su territorio, por parte del Papa Juan XVIII, pontífice que fuera impuesto por Crescencio III de la poderosa casa de Crescenzi de Roma.
El Papa Benedicto VIII otorga a Plato, a su padre Facio Platoni, y a los descendientes varones legítimos en línea directa ad eternum, la calidad de caballeros de la Milicia Dorada y los derechos de servicios de protección y patronato, por la construcción de la Iglesia de San Giorgio fundada por voluntad de Platoni en el año 1014 y construcciones en Lomello y Borgo Val di Taro, todas correspondientes a la Diócesis de Plasencia y sobre sus demás territorios, nos referimos a los Valles de Taro, Valle del Ceno, Parma y demás posesiones comprendidas en la Diócesis de Plasencia. Dichos beneficios fueron otorgados con fecha 25 de abril de 1014. La Iglesia de San Giorgio fue la Sede Apostólica del estado de Val di Taro.

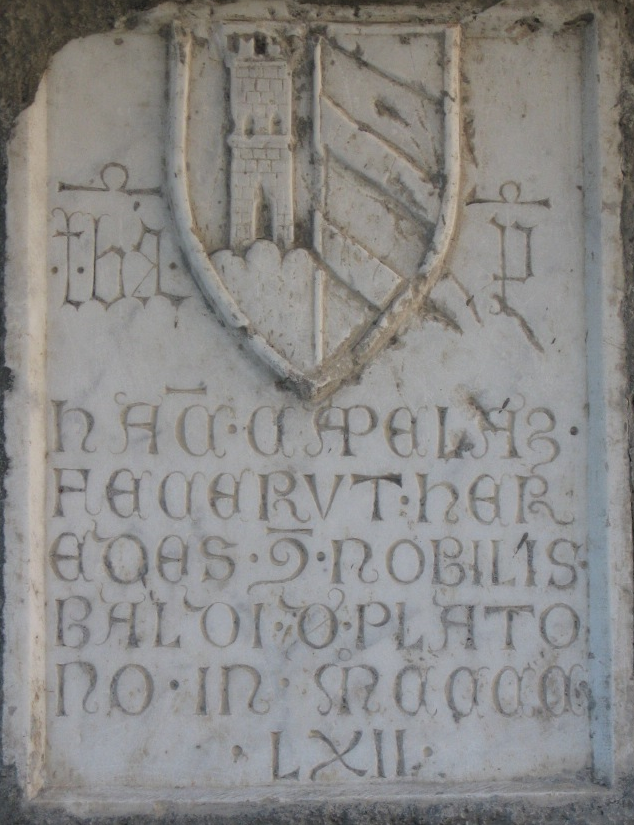
Escudo de Armas Dinastía Platoni.

De hecho, se pueden observar vestigios de dicho protectorado en fechas tan posteriores como el año 1598, cuando los señores Pier Giovanni Platoni y Clemente Enna (de Platoni) se presentan en su propio nombre y en representación de todos los habitantes de Borgo Val di Taro ante el obispo Claudio Rangoni (según lo expresa el posterior obispo Giorgio Barni), en circunstancias que se encontraba por inspeccionar la Iglesia parroquial de San Giorgio, presentándole un escrito demandando las devolución de todos los derechos sobre los diezmos, primicias y el título de arciprestazgo que le fueron arrebatados en 1564. La petición fue aceptada por el obispo de Plasencia. Una situación similar de patronato se puede ver con el caso de Angelica Platoni que construyó y equipó la Iglesia de San Paul en 1630 y la Familia Platoni de Borgo San Donnino que poseía sus tumbas en la Parroquia de San Rocco, frente a las sepulturas de los Frailes Agustinos, derechos que mantuvieron hasta el año 1748.
Continuando con la vida de Plato, se sabe por una declaración escrita del registro parroquial de 1840, que mandó a restaurar la Iglesia de San Cristóbal (Borgo Val di Taro) en el año 1017.
Contrajo matrimonio con doña Metodia de Lomello, hija de don Luciano, el Conde de Lomello. De dicho matrimonio nacieron los siguientes hijos: Allinerio, Franzoto, Rolandino, Lusiardo, Begarolo y Antonio; además, tuvo un hijo natural llamado Larioto. Tanto los antecedentes de Luciano de Lomello, como las memorias de su familia, se destruyeron en un incendio que tuvo lugar durante la última guerra que afectó a la actual comuna de Lomello.
Plato de Platis fallece en el año 1022, dejando un testamento de fecha 5 de octubre de 1022. En la actualidad, se conserva una copia no auténtica de dicho documento, sin embargo su contenido no se discute. La transmisión respeta fielmente las leyes lombardas vigentes en dicha época, por lo que procede a distribuir sus bienes equitativamente entre sus hijos de la siguiente forma:
a)	El Castillo de Platoni, propiedad principal de la familia, queda en comunidad entre todos sus hijos.
b)	Allinerio y Franzoto recibieron todos los territorios y propiedades ubicados en el Valle de Vona, desde Varacola hasta Mozzola.
c)	A Rolandino le correspondieron todos aquellos territorios comprendidos entre Ena, Gotra y Burgali.
d)	Lusiardo recibió en herencia la parte alta del Valle de Taro y territorios circundantes, tales como la actual ciudad Borgo Val di Taro, Montearsiccio y Pietrapiana.
e)	A Begarolo correspondió el Castillo de Pietramogolana y los territorios en Hena (Tarodine) hasta Parma.
f)	Antonio recibió el territorio de Milán.
g)	Su hijo Larioto -llamado Porcario por su ocupación-, recibió las armas y los animales.